# Levande sjöar och vattendrag
Levande sjöar och vattendrag är ett av Sveriges 16 nationella miljömål som antogs 1999. Levande sjöar och vattendrag är det 8:e miljömålet och riksdagen definierar det som: "Sjöar och vattendrag ska vara ekologiskt hållbara och deras variationsrika livsmiljöer ska bevaras. Naturlig produktionsförmåga, biologisk mångfald, kulturmiljövärden samt landskapets ekologiska och vattenhushållande funktion ska bevaras, samtidigt som förutsättningar för friluftsliv värnas."

## Havs- och vattenmyndigheten
Havs- och vattenmyndigheten är en statlig förvaltningsmyndighet som ansvarar för miljömålet. De arbetar med att bevara naturen och göra vattendrag hållbara. Havs- och vattenmyndigheten ska på uppdrag av regeringen genomföra en sammanhållen svensk politik kring de marina frågorna.

## Vattenmyndigheterna
Vattenmyndigheten arbetar för att EU:s ramdirektiv för vatten ska genomföras och de består av fem olika distrikt
- Norrbottens län – Bottenvikens vattendistrikt
- Västernorrlands län – Bottenhavets vattendistrikt
- Västmanlands län – Norra Östersjöns vattendistrikt
- Kalmar län – Södra Östersjöns vattendistrikt
- Västra Götalands län – Västerhavets vattendistrikt

## Vattendirektivet
I december år 2000 antogs en europeisk strategi för att förbättra kvalitén och bevara sjöar, vattendrag och hav inom EU. Vattendirektivet lägger en undre gräns för medlemsländerna för kvalitet, kvantitet och ekologi. Förordningen om förvaltning antogs i juni år 2004 av Sveriges riksdag.

## Uppföljning av miljömålet
De svenska miljömålen följs upp årligen, och en fördjupad utvärdering görs vart fjärde år.

### Målbedömning
Aktuell bedömning för miljömålet Levande sjöar och vattendrag (mars 2023) är att målet inte nås och att det inte går att se en tydlig riktning för utvecklingen i miljön (varken positiv eller negativ). Detta motiveras så här:
Många åtgärder ger positiva resultat, men endast en liten andel av sjöar och vattendrag har god ekologisk och kemisk status. Fysisk påverkan, övergödning, miljögifter och invasiva arter orsakar problem. Exploatering i strandzoner behöver minska. Omprövning av vattenkraftens miljövillkor och vattenförvaltningens åtgärdsprogram behöver genomföras. Restaurering och skydd av sjöar och vattendrag behöver öka.

### Indikatorer
Som stöd för bedömningen används bland annat fem indikatorer:
- Antal vattendrag med föryngring av flodpärlmussla[5]
- God ekologisk, kemisk och kvantitativ status för sjöar, vattendrag och grundvatten enligt Vattenförvaltningsförordningen[6]
- Skydd av limniska områden[7]
- Exploatering av stränder vid sjöar och vattendrag[8]
- Antal installerade faunapassager och borttagna vandringshinder[9]

Indikatorerna uppdateras med olika intervall beroende på hur ofta det finns nya data. Till varje indikator finns även en kommenterande text som förklarar utvecklingen.

### Fördjupad utvärdering
Den senaste fördjupade utvärderingen av Levande sjöar och vattendrag gjordes 2023.

## Tidigare uppföljning och insatser inom miljömålet
Arbetet inom miljömålssystemet har förändrats under de snart 25 åren sedan miljömålen infördes. Inledningsvis fanns exempelvis ett antal delmål till varje miljökvalitetsmål. Tidigare fanns även betydligt fler indikatorer för varje miljömål.

### Lägesbeskrivning hösten 2013 för miljömålet Levande sjöar och vattendrag
Här följer beskrivning av de indikatorer som användes hösten 2013 och hur utvecklingen för dessa indikatorer beskrevs då. Avsnittet speglar läget för miljömålsarbetet vid den aktuella tidpunkten. De angivna källorna länkar till miljömålsportalen, som senare lades ner.

#### Indikatorer och behov av insatser för att nå miljömålet
- Isdagar [11] En temperaturhöjning har skett och indikatorer visar att det kan fortsätta så även i framtiden. Resultatet kan bli att många arter inte hinner anpassa sig till de nya förhållandena. Forskning har visat att det har skett en minimering av tiden då sjöar är istäckta. Jämförelsevis låg 1800-talets snitt på 165 dagar, idag ligger det på 140 dagar. För känsliga vattenmiljöer är det viktigt att följa klimatförändringarna och dess påverkan genom övervakningsprogram.

- Begränsat näringsläckage [12] De näringstransporter som sker från jordbruksmarkerna till sjöar och vattendrag måste minskas. För att minska flödet av kväve odlas fånggrödor. Växterna i fånggrödorna tar upp en del kväve, vilket är en viktig enskild åtgärd. En annan metod är att markerna bearbetas på våren istället för hösten efter huvudskörden. Vid upprättande av stödområden kan ekonomisk ersättning sökas. En ytterligare metod är att anlägga skyddszoner så som näringszoner vilka kan minska näringstransporten till vattendrag. Vallar kan byggas eller en skyddszon på 6-20 meter där man inte får gödsla eller använda andra kemikalier. Trots detta krävs ytterligare åtgärder från jordbruk, industrier, reningsverk och enskilda avlopp.

- Fosfor i sjöar [13] Fosfor är en bidragande del till övergödning som leder till igenväxta sjöar och sämre siktdjup. Dess utveckling övervakas regionalt och visar att vattenkvaliteten varierar med tidpunkten på mätningen, vilket inte ger en klar trend.

- Föryngring av flodpärlmusslan [14] Att se flodpärlmusslorna med ett livskraftigt bestånd och fungerande reproduktion är ett klart tecken på ett fungerande ekosystem. Idag finns de bara i hälften av alla vattendragen om man jämför med början av 1900-talet. Orsakerna till denna tillbakagång är pärlfiske, flottning, skogs- och jordbruk, försurning, övergödning, kanalisering, dikning, vandringshinder, reglering samt missgynnande förhållande av värdfisk (på grund av främmande arter) Det krävs att ett restaureringsarbete genomförs för att skapa en livskraftig population.

- Häckande fåglar vid vatten [15] Eftersom fåglar står högt upp i näringskedjan är det en bra indikator för statusen av de närliggande vattendragen. Studier har visat att fåglar klarar sig bäst, genom sjörestaurering, god vattenrening, minskat jakttryck och mildare vinterklimat.

- Nedfall av kväve [16] Nedfall av kväve (kväveoxider och ammoniak) ger försurning samt övergödning med tiden. Förlorarna är de arter som inte hinner anpassa sig till de nya förhållandena. Både fiskbestånden och dricksvattnet försämras. De största orsakerna till kvävenedfall är industrier, industriprocesser, person- och lastbilar, arbetsmaskiner, jordbruk samt el- och värmeproduktion. De största nedfallen sker i södra Sverige sett till både vått och torrt nedfall. Dock har inte värdena minskat enligt förväntning i södra Sverige och till en viss del i norra Sverige. Någon förklaring till den uteblivna minskningen finns inte. Inom detta område saknas rutinmässiga mätningsstudier.

- Nedfall av svavel [17]Svavel kan leda till försurning under längre tid, vilket kan leda till sämre vattenkvalitet som i sin tur ger en negativ påverkan på vattenlivet, byggnader och hällristningar. Inom Sverige är det industrierna som står för den största delen av nedfallen. De flesta nedfall sker i sydvästra Sverige på grund av mycket regn samt litet avstånd till kontinenten. Utsläppen har minskat generellt i Sverige och Europa. EU:s-direktiv har riktlinjer för reglering av svavelutsläpp.
- Skyddade sjöar och vattendrag [18] Naturvården sker endast av den fysiska miljön, många vattendrag och sjöar ingår i naturreservat. Kurvan vad gäller att skapa nya naturreservat, skyddande av biotopskydd, har planat ut. Trots det är påverkan på sjöar och vattendrag ett hot mot den biologiska mångfalden. Åtgärder kan ske genom reglering, kanalisering och rensning samt att åtgärder inom skogs- och jordbruk kommer att ha påverkan på strandmiljöerna och därmed vatten kvalitén.
- Strandnära byggande vid sjöar och vattendrag [19] Exploatering av stränder kan ha en negativ inverkan på både växt och djurlivet. Genom översyn av regelverk kring strandskydd samt eventuella tillägg av regler från Naturvårdsverket och Boverket så har man kommit fram till nya riktlinjer för bebyggelse vid stränder.
- Växtskyddsmedel [20] För att skydda växter kring jord- och skogsbruk samt trädgårdsbruk mot svampangrepp, skadedjur samt konkurrerande arter används växtskydd. På längre sikt har detta en negativ påverkan eftersom organismer anpassar sig vilket gör att det kan behövas mer växtskydd. Ingen minskning av växtskydd har setts under senaste tiden. Då val av grödor ger sämre tillväxt vid bortfall av växtskyddsmedel. Men genom utbildning, information samt rådgivning förväntas en minskning ske av användning.

#### Resultat av åtgärder
- Antal is-dagar Efter mätningar sedan 1943 till 2004 visar ett linjärt resultat att antal dagar då Storsjön i Jämtland är totalt istäckt har sjunkit med en hel månad.[11]
- Begränsat näringsläckage - fånggrödor Räknat från 2012 har det skett en positiv ökning vid användning av fånggrödor och vårbearbetning till 59 969 ha. Vilket gör att i genomsnitt minskar fånggrödorna urlakningsförlusterna med 30% om den plöjs senare på hösten och ytterligare 10-20% om den plöjs på våren. Vilket är viktigt för att minska kväveläckage från åkermarkerna.[21]
- Begränsat näringsläckage - skyddszoner Räknat från 2012 ökade skyddszoner positivt i Sverige då det fanns 11 520 ha skyddszoner. Ett mer miljötänkande jordbruk vilket minskar näringsbelastningen på sjöar och vattendrag samt hav.[12]
- Fosfor i sjöar Resultaten av provtagningen påvisar ett osäkert underlag. Då urvalet av sjöar där provtagningen sker ska vara sjöar med dålig status. Vilket inte har uppfyllts och proverna har endast gett resultatet att mätresultatet variera beroende på vilken tidpunkt på året man tar prover. Då knappt hälften av sjöarna har goda resultat och övriga har sämre resultat än god status.[13]
- Föryngring av flodpärlmussla Föryngringen har bekräftats i 45 % av Sveriges vattendrag som innehaver flodpärlmussla. Dock är populationen inte tillräckligt livskraftiga ännu. En ökning sker fortfarande och många vattendrag med flodpärlmussla är inte upptäckta.[14]
- Häckande fåglar vid vatten Fåglarna är en bra indikator och påvisar att det har gått bäst för. De arter som används är: Storlom, smålom, skäggdopping, vigg, knipa, småskrake, storskrake, fiskgjuse, sothöna, drillsnäppa, fisktärna, silvertärna och forsärla.[15]
- Nedfall av kväve Nedfallen har under perioderna 1990–1999 samt 2000–2011 inte minskat generellt över Sverige. En viss minskning har man kunnat tyda i norra Sverige. Annars finns det dock ingen förklaring till att ingen minskning har skett då en minskning av utsläppen har genomförts.[16]
- Nedfall av svavel Utsläppen har minskat kraftig i Sverige och Europa vilket har gett resultat. 1990–1999 i norra Sverige med 54 %, sydöstra Sverige 41 % samt sydvästra 26 %. 2000–2011 i norra Sverige med 36 %, sydöstra Sverige 47 % samt sydvästra 54 %.[17]
- Skyddande sjöar och vattendrag Inga nya naturreservat har bildats sedan 2009. Dock goda resultat av de befintliga.[18]
- Strandnära byggande vid sjöar och vattendrag Byggandet nära sjöar och vattendrag har ökat med åren och därmed ska Naturvårdsverket med Boverket göra en översyn samt reglering av regler kring byggande nära sjöar och vattendrag samt en redovisning över konsekvenserna.[19]
- Växtskyddsmedel Att se resultatet av ändring kring användande av växtskyddsmedel är svårt, en viss hamstring kan ses. Dock har inte minskning skett vilket tros beror på val av grödor. Vilket gör att en mer genomgripande förändring behövs.[20]